# He Jiangxin
He Jiangxin (Mianzhu, 19 de agosto de 1997) é uma jogadora de hóquei sobre a grama chinesa.

## Carreira
Após ter sido convocada para a seleção da China, participou da Copa do Mundo de 2018.
Nos Jogos Olímpicos de Verão de 2024, em Paris, conquistou a medalha de prata no torneio feminino do hóquei sobre a grama, após confronto na final contra a equipe holandesa por pênaltis.